# Ion Haidu
Ion Haidu, także János Haidú, Kurt Haydn (ur. ?) – rumuński lekkoatleta, wieloboista. Reprezentant kraju na Letnich Igrzyskach Olimpijskich 1928 – nie ukończył dziesięcioboju.